# 肯塔基號戰艦 (BB-6)
肯塔基號戰艦（舷號BB-6）是一艘隸屬於美國海軍的戰艦，為奇爾沙治級戰艦的首艦。她是美軍第一艘以肯塔基州為名的軍艦。
肯塔基號在1896年於紐波特紐斯造船廠開始建造，並在1898年下水，最終在1900年服役。稍後肯塔基號曾作多次改裝，並參與美國大白艦隊（Great White Fleet）的環球航行。美國參與第一次世界大戰後，肯塔基號主要在近岸訓練，直到1920年退役為止。退役後肯塔基號於1924年出售拆解。